# Beighton
Beighton is een civil parish in het bestuurlijke gebied Broadland, in het Engelse graafschap Norfolk met 436 inwoners.